# Cơ chậu sườn
Cơ chậu sườn (tiếng Anh: iliocostalis, tiếng Pháp: le muscle ilio-costal) là cơ nằm ngay phía ngoài cơ gai gần nếp ngăn tách cơ trên trục và cơ dưới trục. Nó nằm rất sâu so với cơ răng sau.

## Cơ chậu sườn cổ
Cơ chậu sườn cổ (cervicalis ascendens) có nguyên ủy từ góc của xương sườn từ 3 đến 6 và bám tận tại được đưa vào củ sau mỏm ngang đốt sống cổ C4, C5 và C6.

## Cơ chậu sườn lưng
Cơ chậu sườn lưng (musculus accessorius; iliocostalis thoracis) có nguyên ủy từ mép trên góc của sáu xương sườn dưới cùng và bám tận tại mặt sau của mỏm ngang đốt sống cổ C7.

## Cơ chậu sườn thắt lưng
Cơ chậu sườn thắt lưng gồm sáu đến bảy gân dẹt, có nguyên ủy từ mép dưới góc của sáu hoặc bảy xương sườn dưới cùng.